# هنگلاج ماتا ماندار
هنگلاج ماتا (بلوچی: هنگلاج ماتا، اردو: هنگلاج ماتا) که با نام‌های هنگلاج دیوی، هینگولا دیوی و نانی ماندیر نیز شناخته می‌شود، یک معبد هندو در هنگلاج، شهری در ساحل مکران در ناحیه لاسبیله بلوچستان، و وسط پارک ملی هنگول است. این یکی از ۵۱ شاکتی پیتا در فرقه شاکتیسم هندوئیسم است.  این یکی از سه شاکتی پیتا در پاکستان است، دو مورد دیگر Shivaharkaray و Sharada Peeth هستند. شکلی از دورگا یا دِوی در یک غار کوهستانی در سواحل رودخانه هینگول است.  در طول سه دهه گذشته، این مکان محبوبیت فزاینده ای به دست آورده‌است و به یک نقطه مرجع برای بسیاری از جوامع هندو پاکستان تبدیل شده‌است. هنگلاج یاترا بزرگترین مراسم زیارت هندوها در پاکستان است. بیش از ۲۵۰۰۰۰ نفر در بهار در هنگلاج یترا شرکت می‌کنند.

## موقعیت

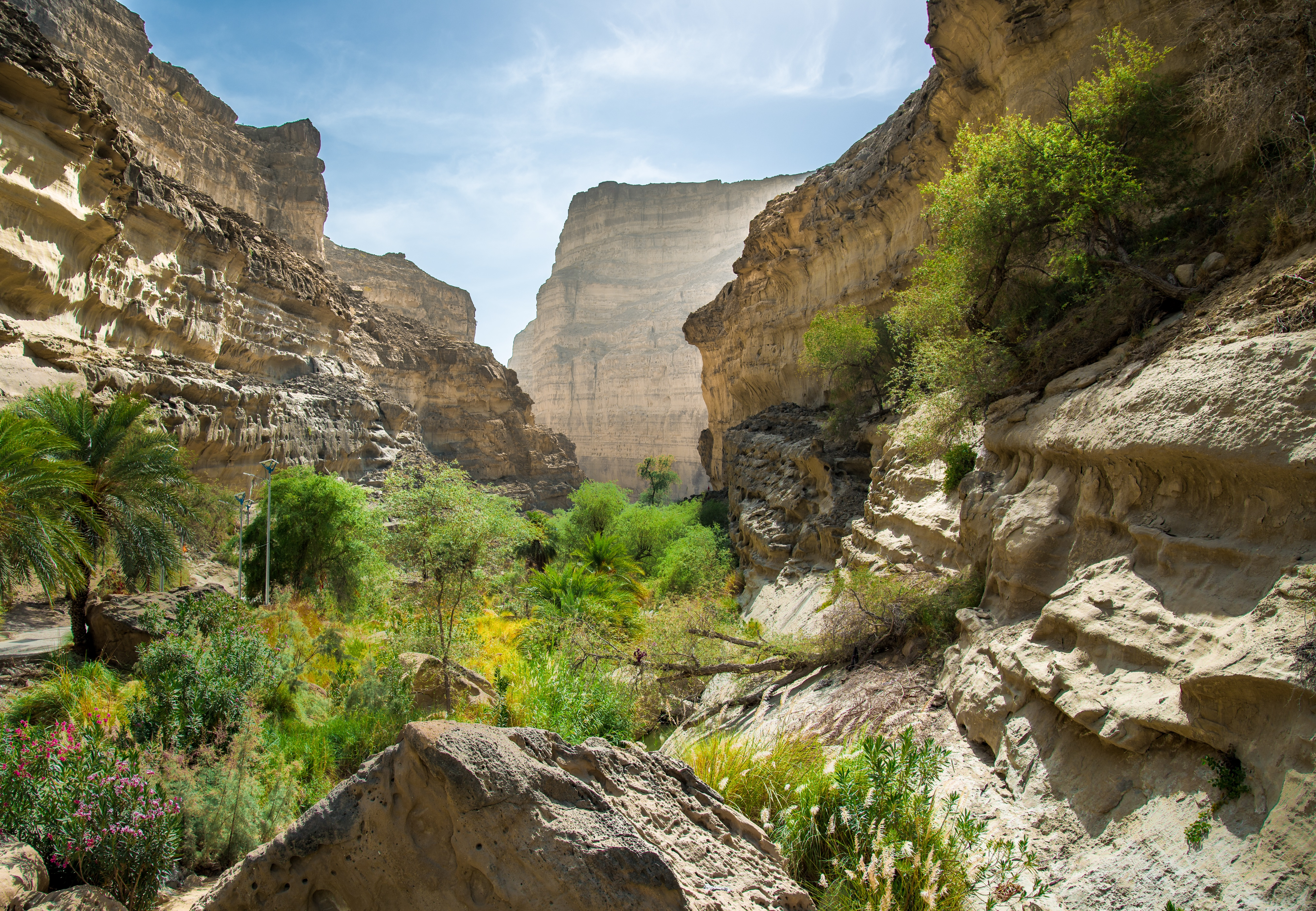
هنگلاج دیوی، هینگولا دیوی

هنگلاج ماتا ماندار یک منظره فرهنگی باستانی اما زنده است که در پارک ملی هنگول در ساحل مکران دریای عرب، تقریباً ۱۹۰ کیلومتری غرب کراچی، واقع شده‌است. این مکان مذهبی معروف هندوها در غاری کوهستانی در ساحل رود هنگول واقع شده‌است. این مکان مقدس باستانی قبل از حمله اعراب و ظهور تصوف در سند، با سنت چارانی که برای پرستش الهه‌های هندو بود، مرتبط بود. هنگلاج ماتا ماندار یک شاکتی پیتا است؛ یکی از مکان‌هایی که در آن خاکستر مقدس الهه شاکتیو ساتی، خدای زن هندوئیسم، پرستش می‌شود. هندوها بر این باورند که سر الهه ساتی زمانی که بدن او توسط ویشنو تکه‌تکه شد، در منطقه هنگلاج ماتا سقوط کرد و این مکان به عنوان یک مکان زیارتی مورد احترام هندوها باقی مانده‌است. مسلمانان محلی نیز به این مکان احترام می‌گذارند و آن را «نانی ماندار» می‌نامند. هیچ ساختار معبدی وجود ندارد، فقط یک محراب گلی کم‌ارتفاع و یک سنگ کوچک که به عنوان الهه پرستش می‌شود، آنجا هست. در طول سال، هزاران هندو از هینگلاج ماتا ماندار بازدید می‌کنند که از این تعداد بیش از ۵۰۰۰ نفر در ماه آوریل در گردهمایی مذهبی خود به نام «هینگلاج ماتا تیرات یاترا و سری هینگلاج سوا ماندلی» بدانجا می‌آیند. زیارت هندوها از این مکان دارای آداب خاصی است.